# Bolet appendiculé
Butyriboletus appendiculatus
Espèce
Statut de conservation UICN

 LC  : Préoccupation mineure
Butyriboletus appendiculatus, le Bolet appendiculé, anciennement Boletus appendiculatus, est une espèce comestible de champignon (Fungi) basidiomycète du genre Butyriboletus dans la famille des Boletaceae. Il est caractérisé par ses pores jaunes bleuissants, sa chair non ou peu bleuissante à la coupe et son biotope sous feuillus.

## Taxonomie
Le nom correct complet (avec auteur) de ce taxon est Butyriboletus appendiculatus (Schaeffer) D. Arora & J. L. Frank, 2014.
L'espèce a été initialement classée dans le genre Boletus sous le basionyme Boletus appendiculatus Schaeff., 1774.

### Synonymes
Butyriboletus appendiculatus a pour synonymes :
- Boletus appendiculatus Schaeff., 1774
- Boletus radicans var. appendiculatus (Schaeff.) Pers., 1801
- Dictyopus appendiculatus var. appendiculatus (Schaeff.) Quél., 1886
- Dictyopus appendiculatus (Schaeffer) Quélet, 1886
- Suillus appendiculatus (Schaeff.) Kuntze, 1898
- Tubiporus appendiculatus (Schaeff.) Ricken, 1918

### Phylogénie

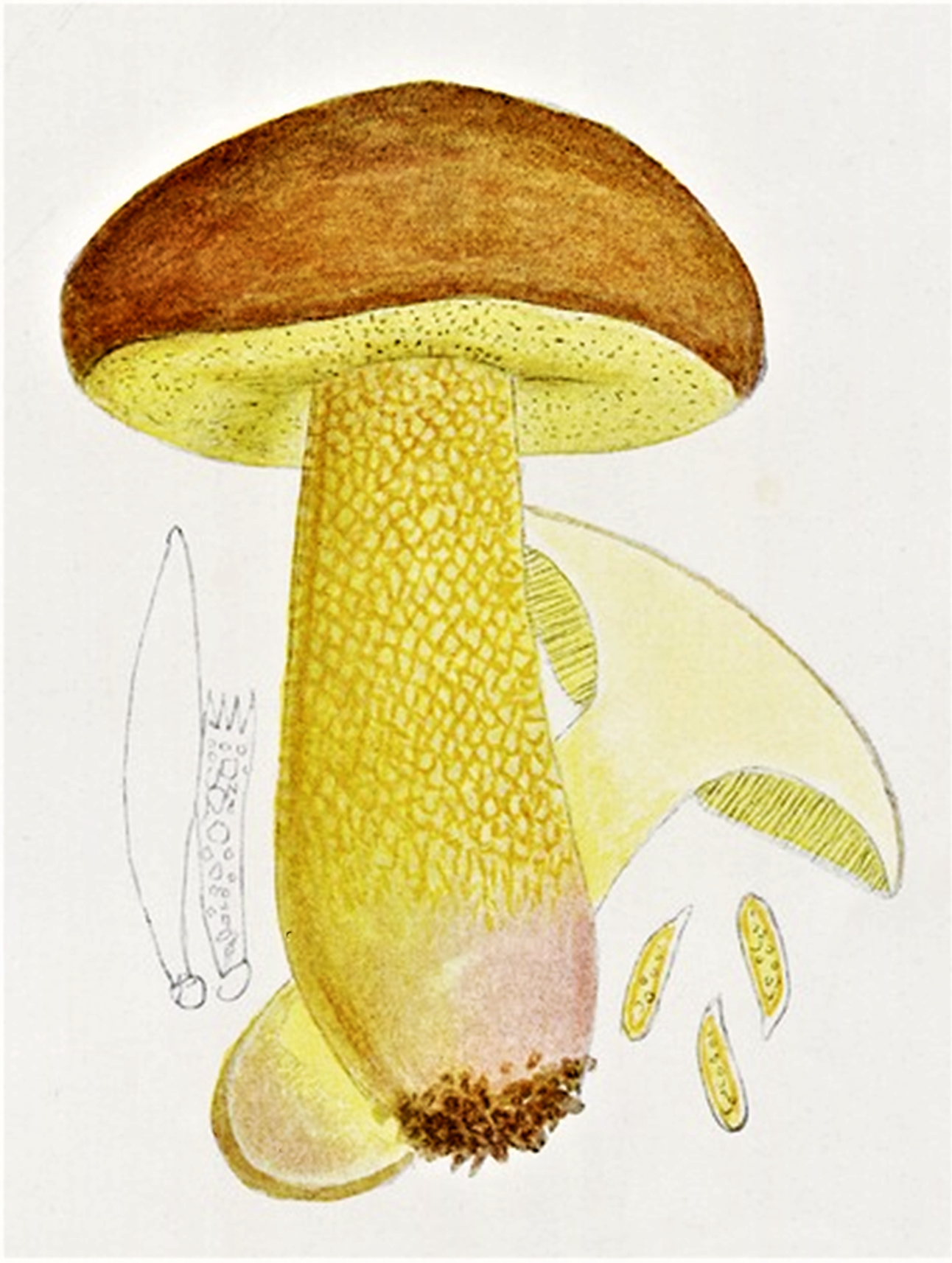
Illustration de B. appendiculatus en 1931 par Giacomo Bresadola.

Il fut décrit pour la première fois sous le nom de Boletus appendiculatus par le botaniste allemand Jacob Christian Schäffer en 1777, nom entériné par Fries en 1821, puis récemment recombiné dans le nouveau genre Butyriboletus. Avant sa recombinaison dans le genre Butyriboletus, lorsqu'il était encore connu sous le nom de Boletus appendiculatus, il était classé dans la section Appendiculati du genre Boletus. Parmi les bolets « munis de réseau sur le pied », il était le type cette section Appendiculati, insérée entre la section des Edules (cèpes vrais, aujourd'hui le genre Boletus sensu strico) et celle des Calopodes, (aujourd'hui recombinée dans le genre Caloboletus) qui ont la chair amère. Il est voisin des cèpes, dont il possède l'aspect trapu et l'excellente comestibilité.
La section Appendiculati Konrad et Maublanc 1935 ex Estades et Lannoy, 2001, regroupait 4 à 6 espèces selon l'expérience et la sensibilité des auteurs, en l'absence de différences marquantes au niveau microscopique. Elle était circonscrite par les caractères suivants, aujourd'hui définissant ceux du genre Butyriboletus : 
- Stipe central, orné d’un réseau sur le pied, parfois limité au sommet, parfois zoné de rosâtre ou rougeâtre vers la base,
- Chapeau tomenteux à glabre, légèrement feutré, parfois finement craquelé,
- Chair jaune à jaunâtre, rarement blanchâtre, douce (jamais amère), peu ou non bleuissante,
- Pores et tubes jaune clair dans la jeunesse, plus foncés avec l'âge.

### Étymologie
L'épithète spécifique appendiculatus fait référence à son stipe appendiculé, orné d'un réseau, bien qu'il soit de loin le seul bolet à présenter cette caractéristique.

### Noms vulgaires et vernaculaires
Ce taxon porte en français le noms vernaculaire ou normalisé suivant : Bolet appendiculé.

## Description du sporophore

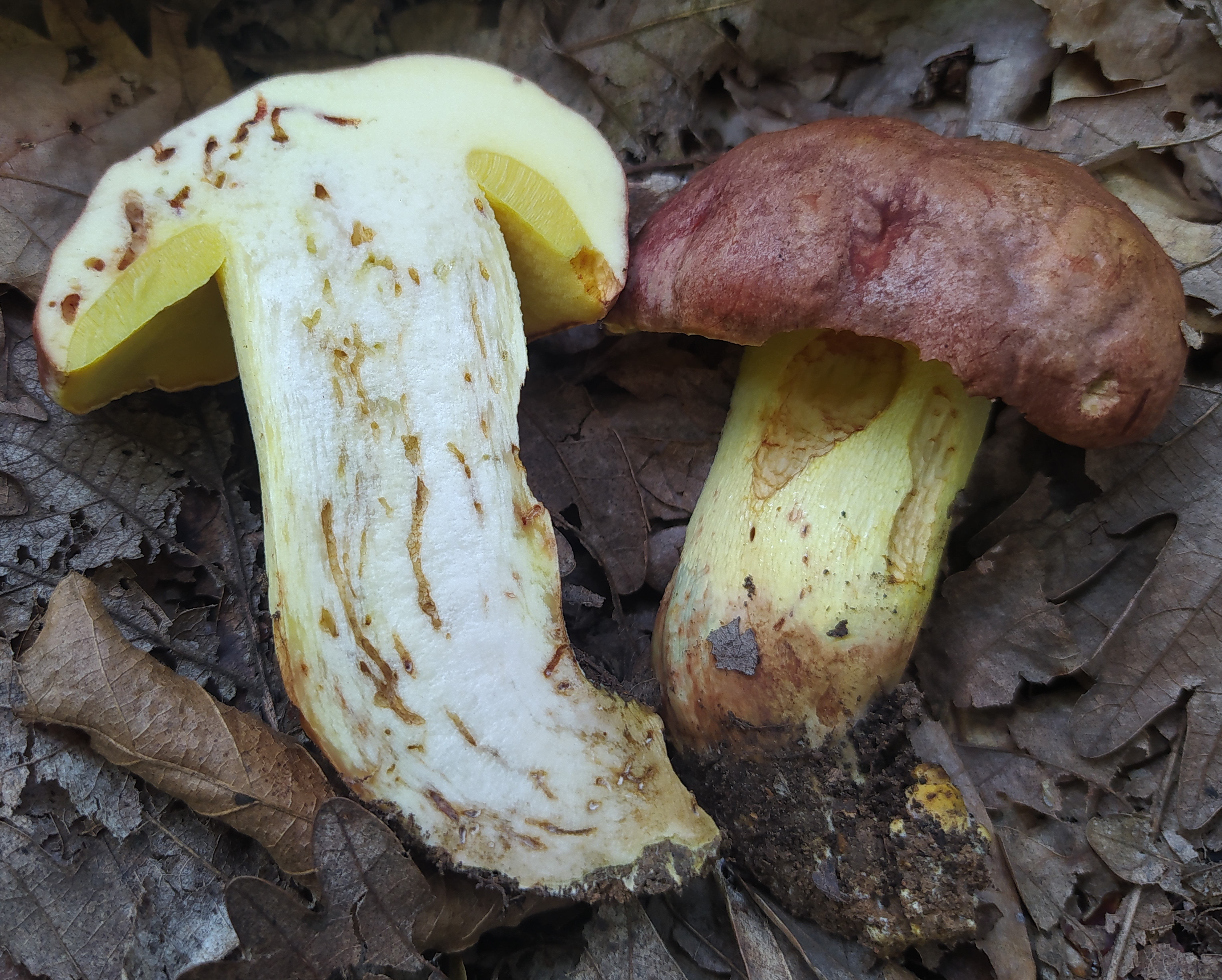
B. appendiculatus ne bleuit pas à la coupe, hormis parfois au niveau des tubes, dont les pores bleuissent typiquement à la pression.

Les bolets sont des champignons dont l'hyménophore, constitué de tubes et terminés par des pores, se sépare facilement de la chair du chapeau. Ce chapeau d'abord rond, recouvert d'une cuticule, devient convexe à mesure qu’il vieillit. Ils ont un pied (stipe) central assez épais et une chair compacte. Les caractéristiques morphologiques de B. appendiculatus sont les suivantes :
Son chapeau mesure 8~14 (20) cm de diamètre, robuste, charnu et épais, d'abord hémisphérique puis convexe, à la fin obtusément étalé, sans mamelon central. La cuticule est non séparable (adnée), sèche, veloutée, lisse ou chagrinée, finement craquelée ou tesselée, de couleur typiquement brun chamois, brun fauve, brun chaud, brun ochracé, brun rosâtre ou bai brun clair. La marge est épaisse, concolore, incurvée puis arrondie, à la fin réfléchie, parfois sinueuse,.
L'hyménophore présentes des tubes jaunes (citrin pâle) bleuissant typiquement à la pression ou à la coupe. Les pores sont concolores aux tubes. La sporée est de couleur brun olive.
Son stipe mesure 5~15 x 2~5 cm, il est robuste et trapu, cylindrique ou clavé, à base souvent atténuée ou radicante, jaune, réticulé de jaune sur fond jaune, citrin au sommet, plus foncé vers le bas, un peu rougeâtre sale à la base. Son réseau est d'étendue variable, subtil ou bien marqué, concolore ou un peu plus roussâtre que le stipe.
La chair est ferme et épaisse mais vite véreuse comme les Cèpes, de couleur blanche à jaune pâle, presque immuable (non bleuissante) ou occasionnellement légèrement bleuissante à la coupe dans le chapeau, près des tubes, brun rougeâtre clair à la base du stipe. Son odeur est agréable, huileuse ou d'écale de noix, de viande crue, de biscotte.

### Réactions chimiques
La cuticule réagit en brun-rouge à la potasse (contrairement à une réaction rouge pour le très ressemblant Butyriboletus subappendiculatus).

### Caractéristiques microscopiques
Ses spores mesurent 12-15,5 x 4,5-5 µm, elles sont fusiformes, lisses, guttulées. Les basides sont clavées, tétrasporiques, non bouclées. Les cheilocystides et les pleurocystides sont clavées, fusiformes ou vésiculeuses, mesurant 28 à 70 µm x 10 à 17 µm. La cuticule trichodermique est faite d'hyphes enchevêtrées de 2 à 6 µm de large, pigmentées de brun, non bouclées.

## Galerie

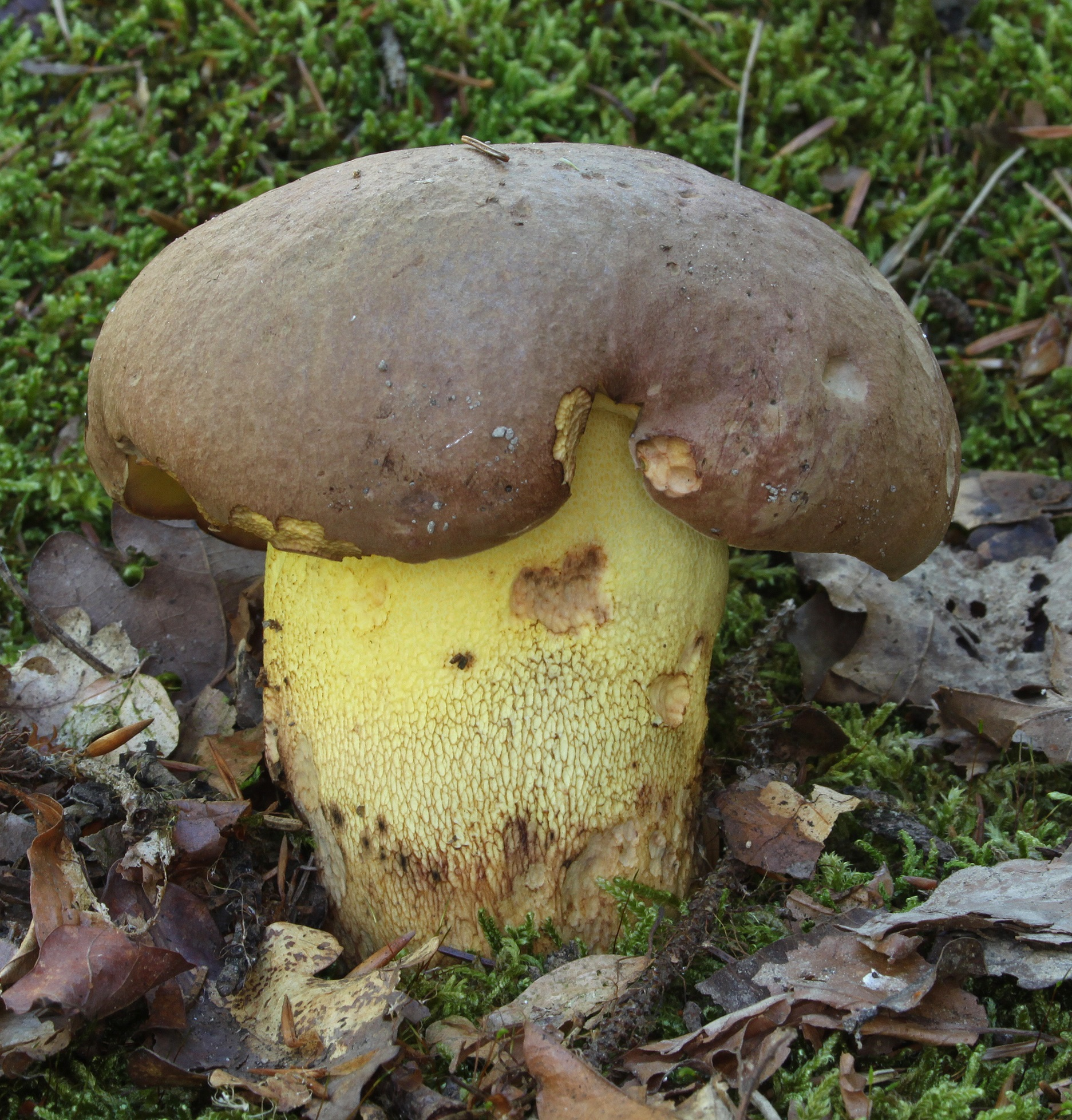
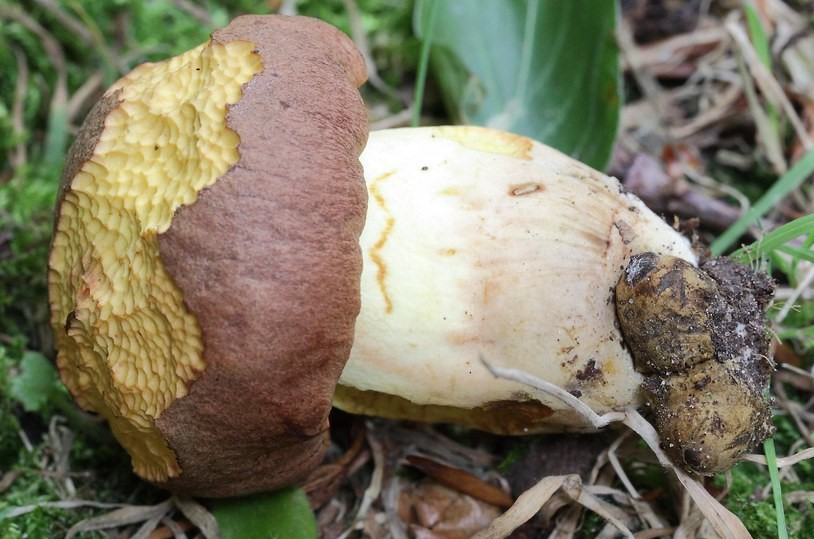
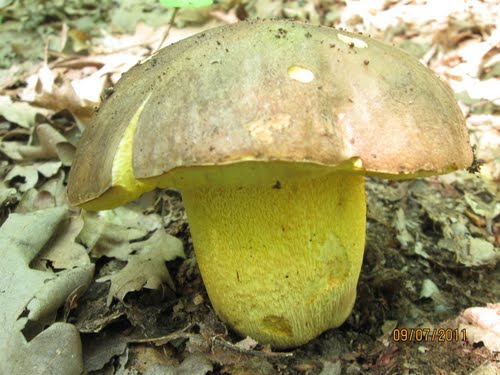
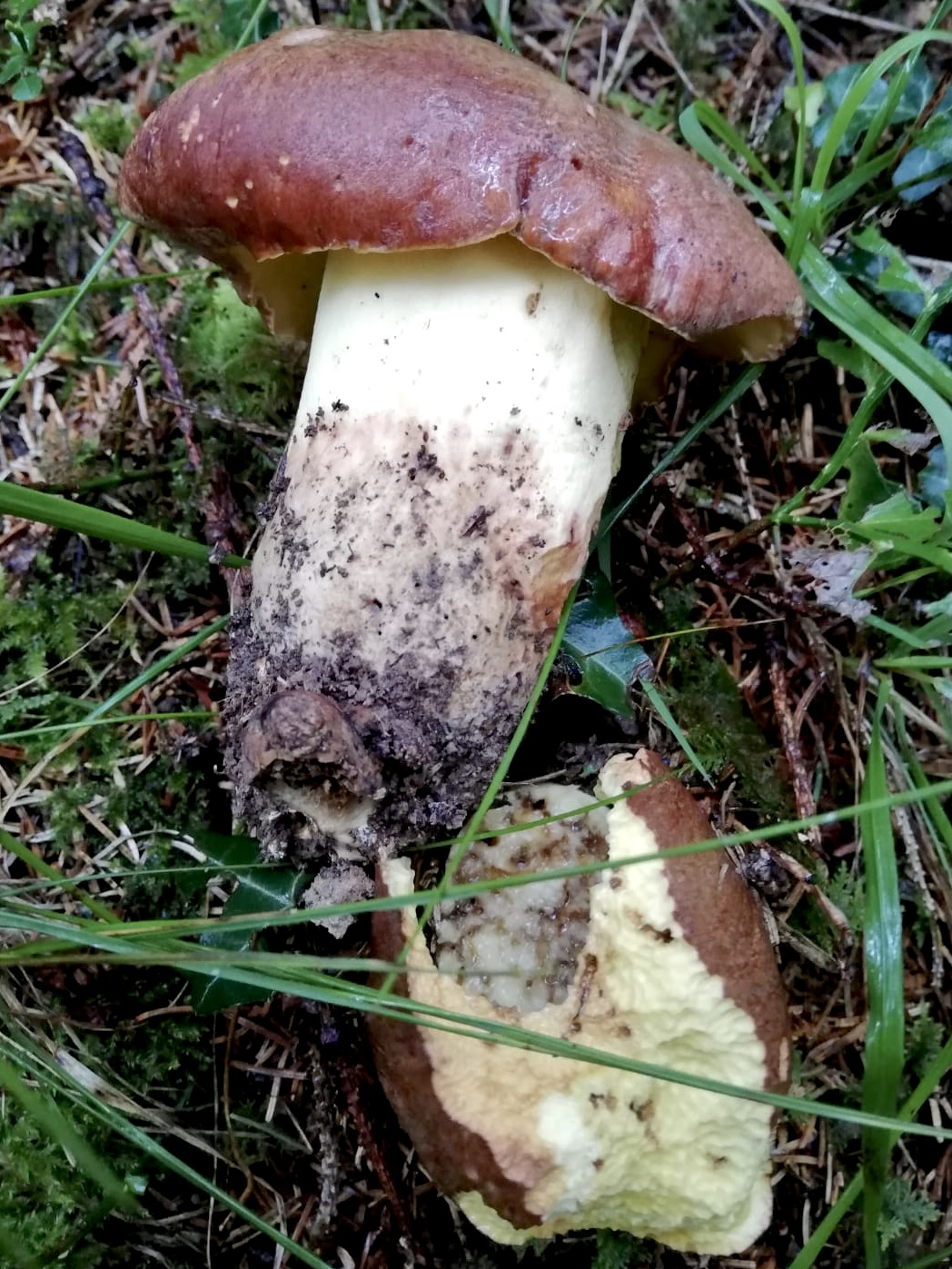
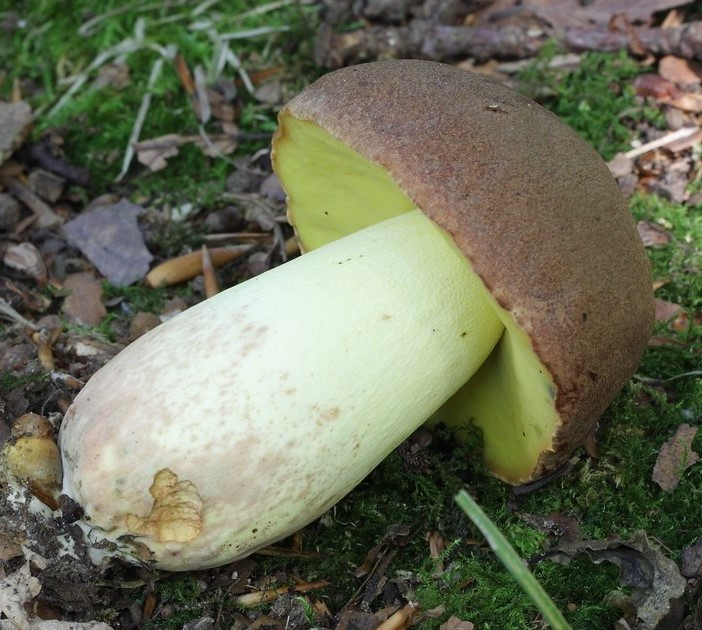
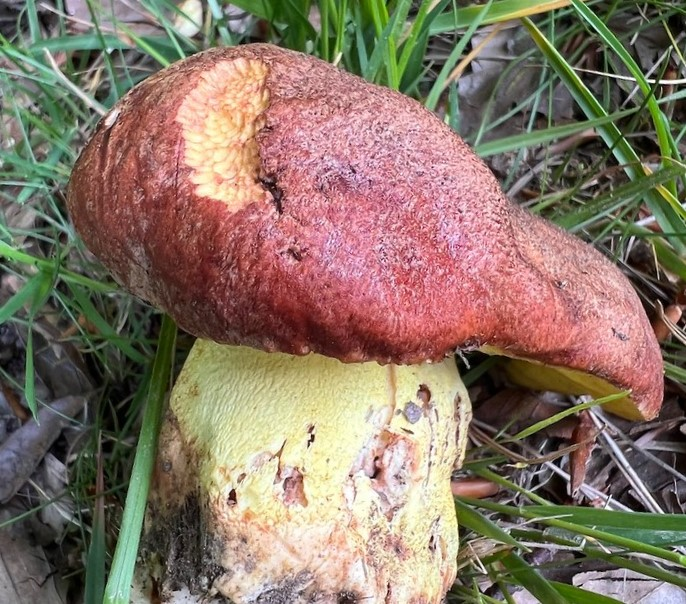
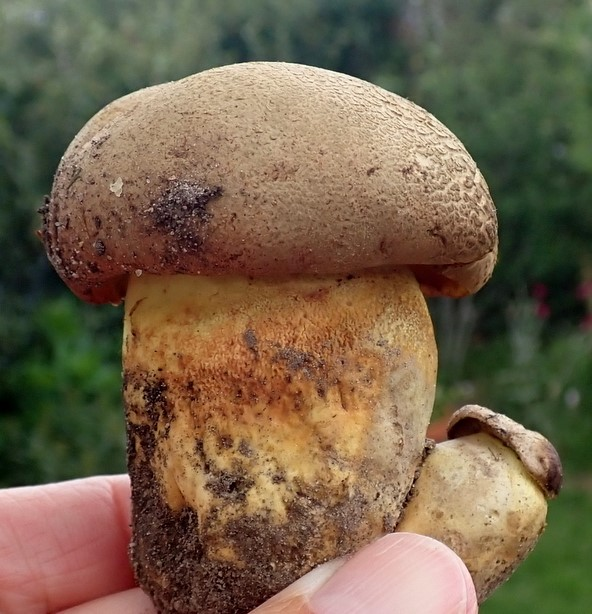
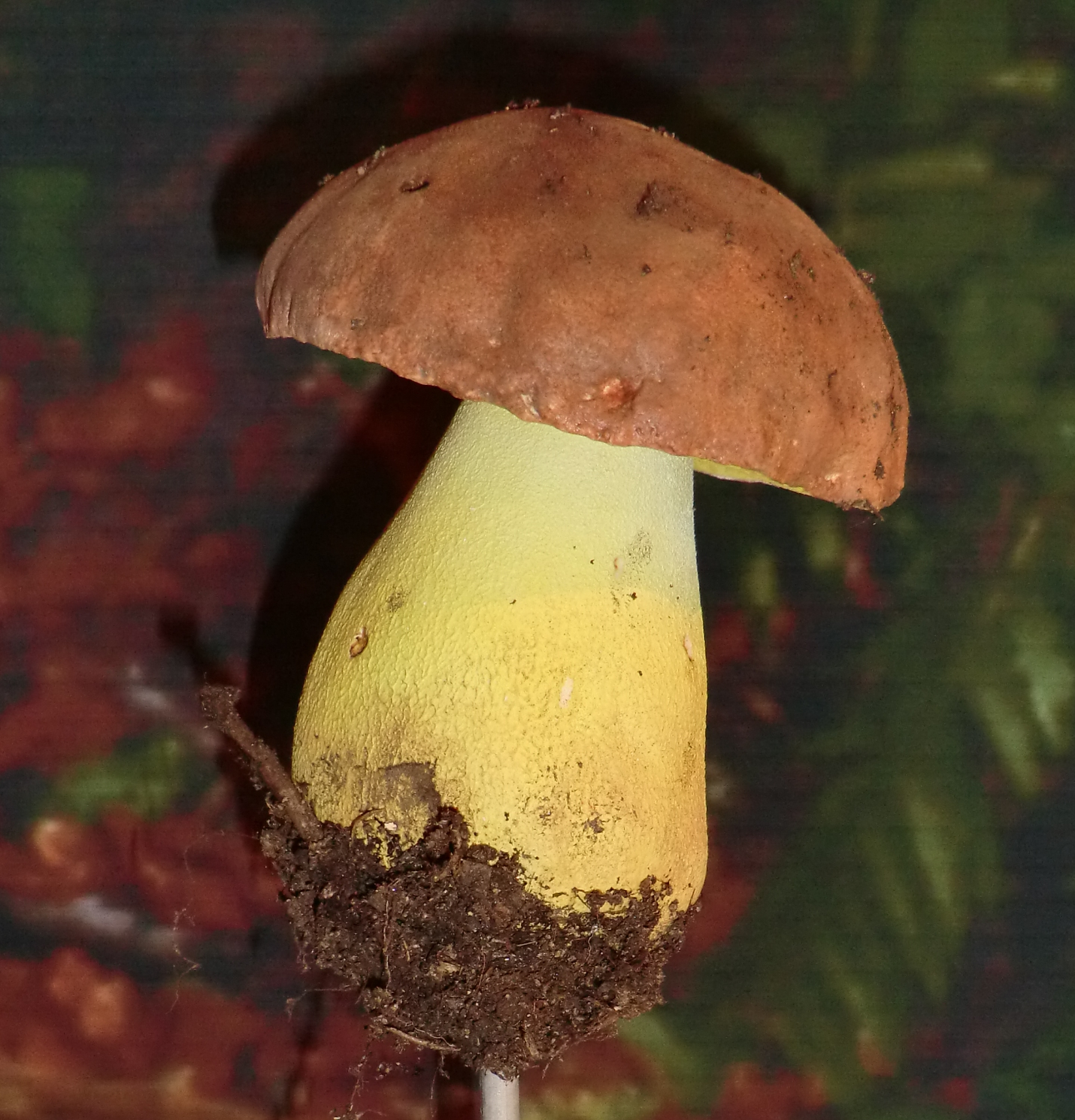
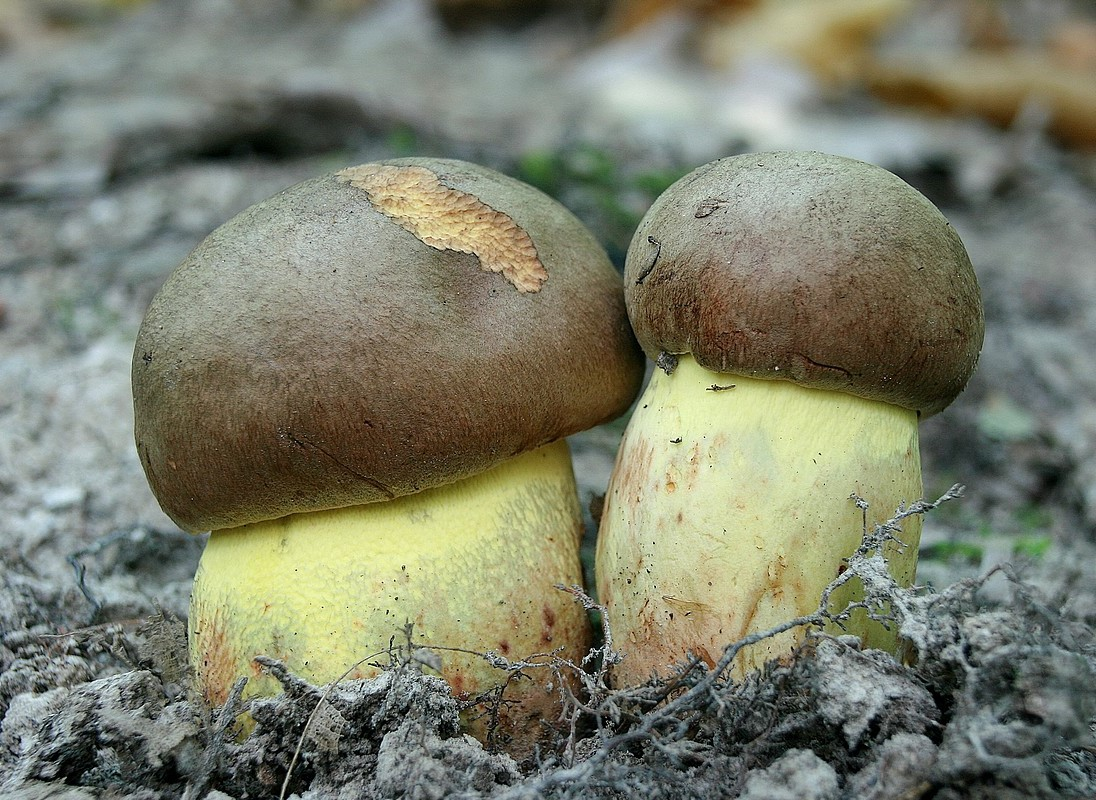
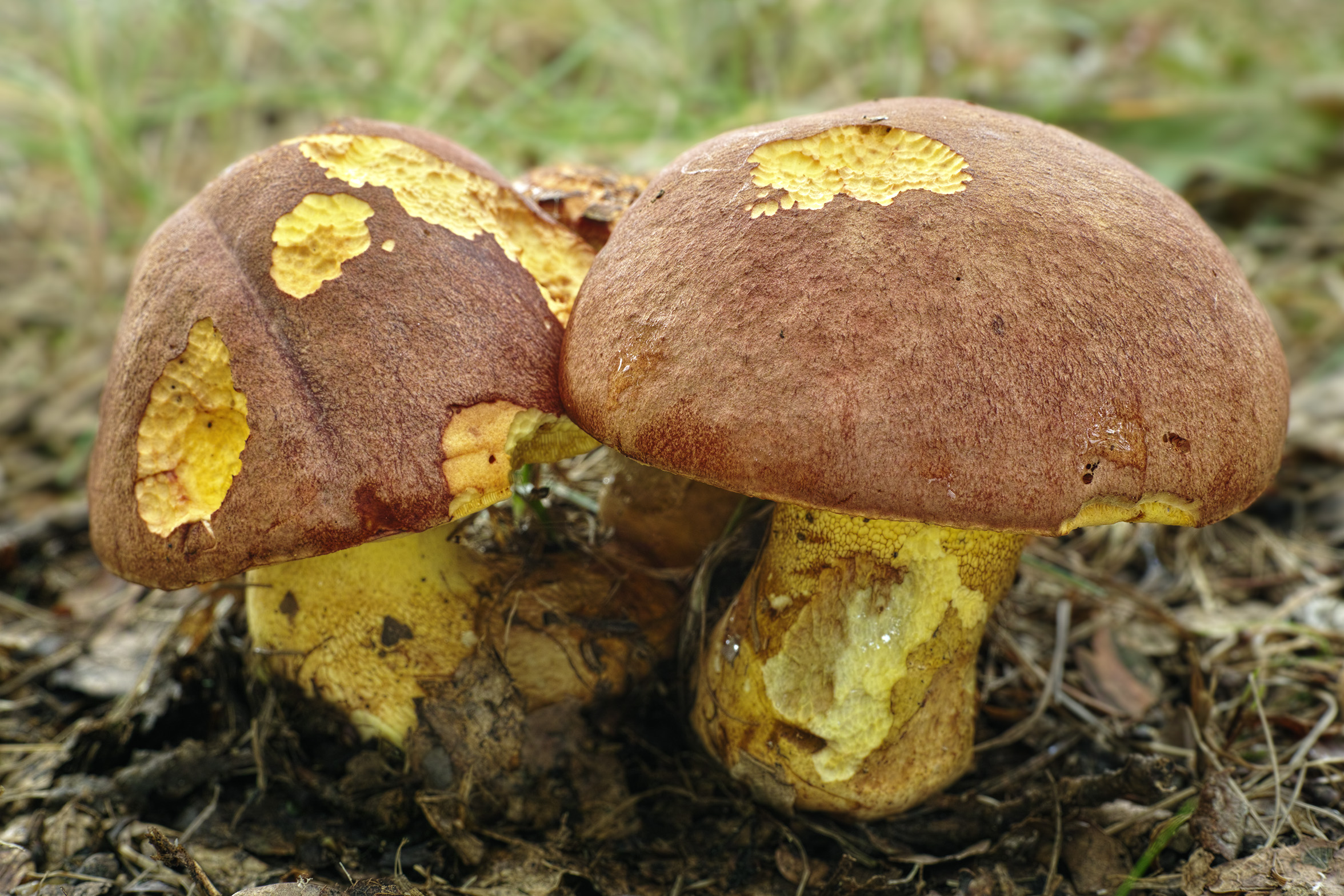
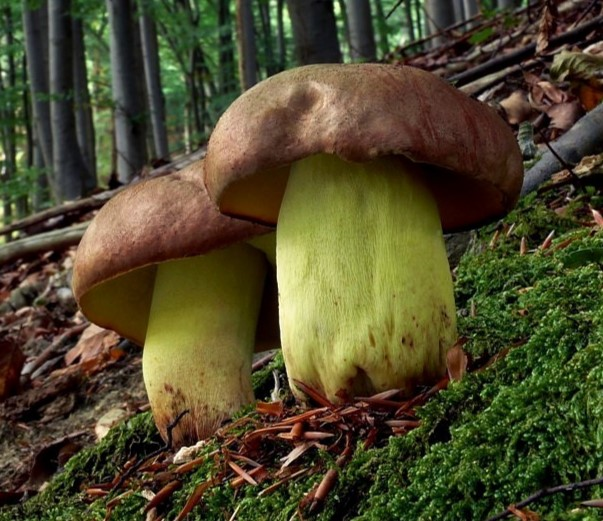
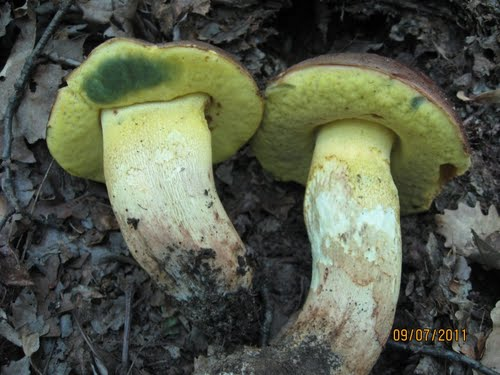
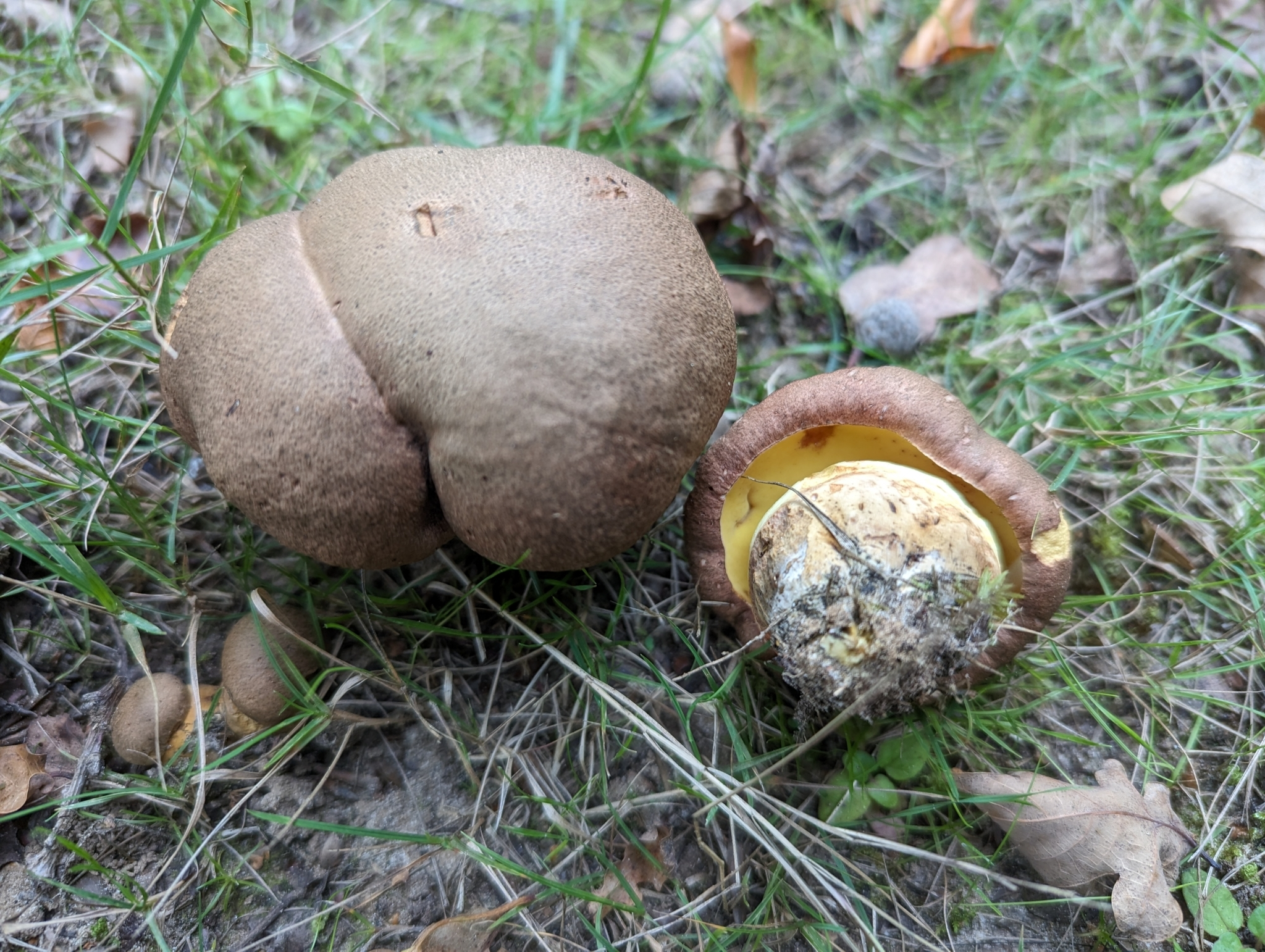
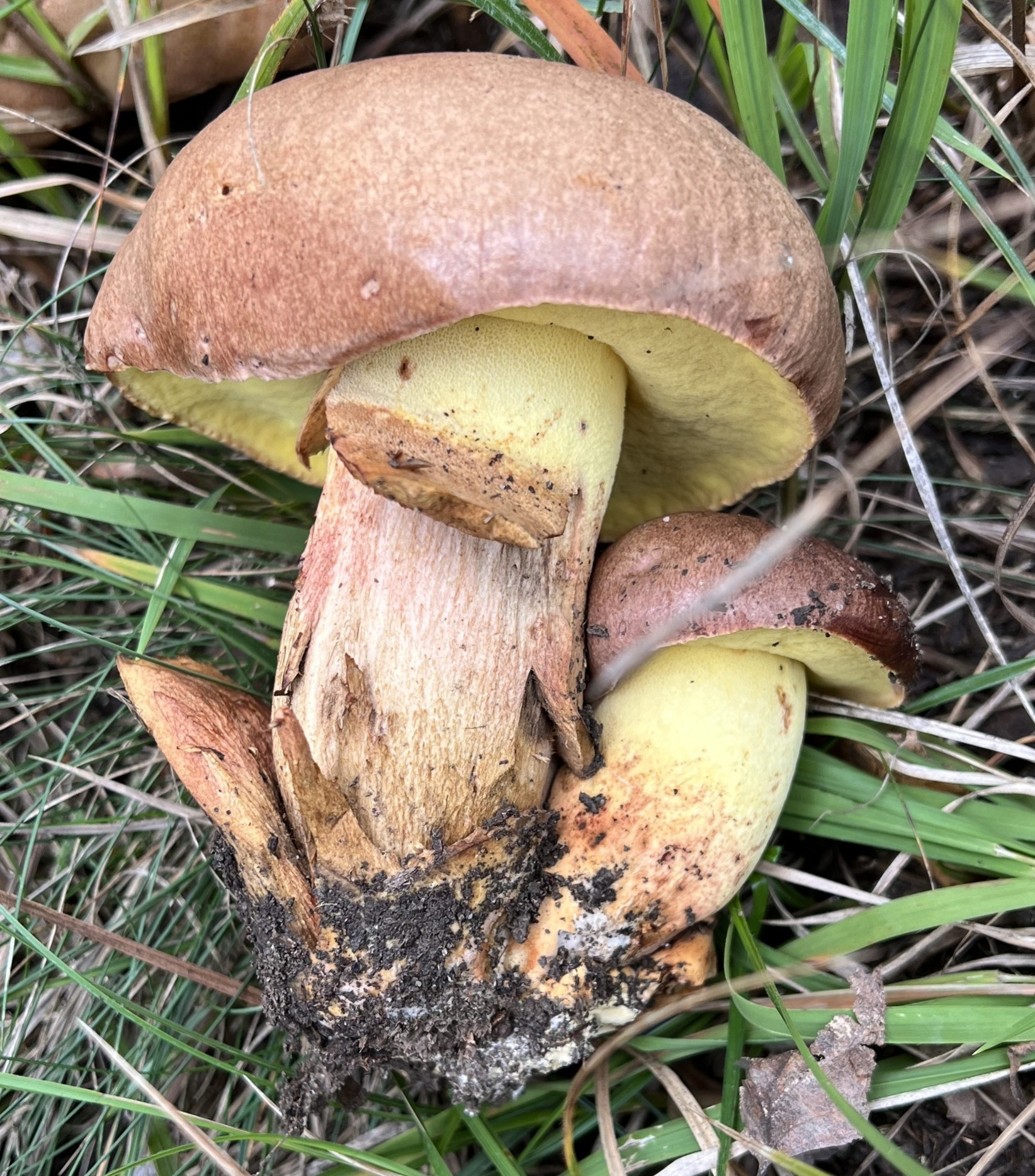
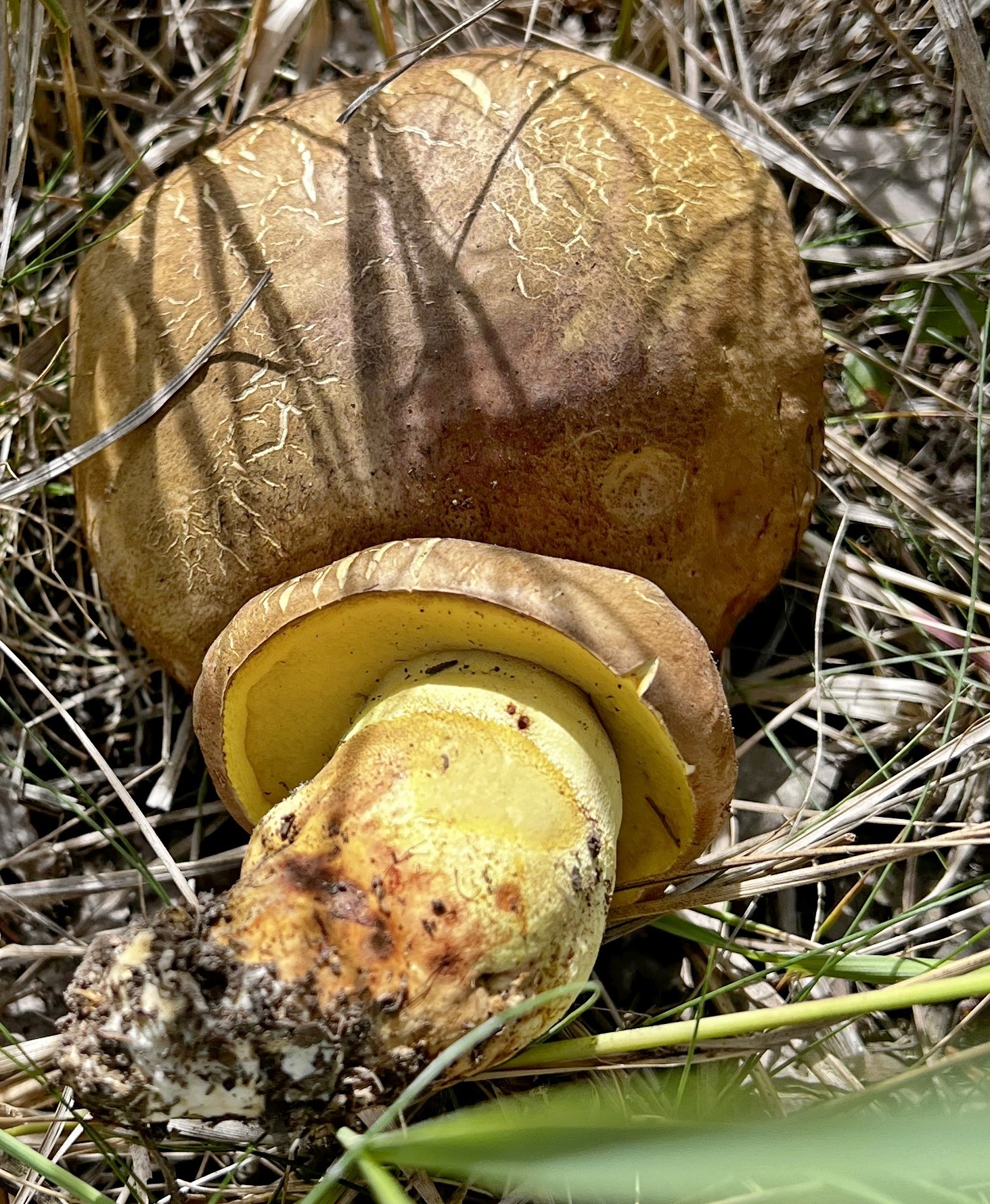
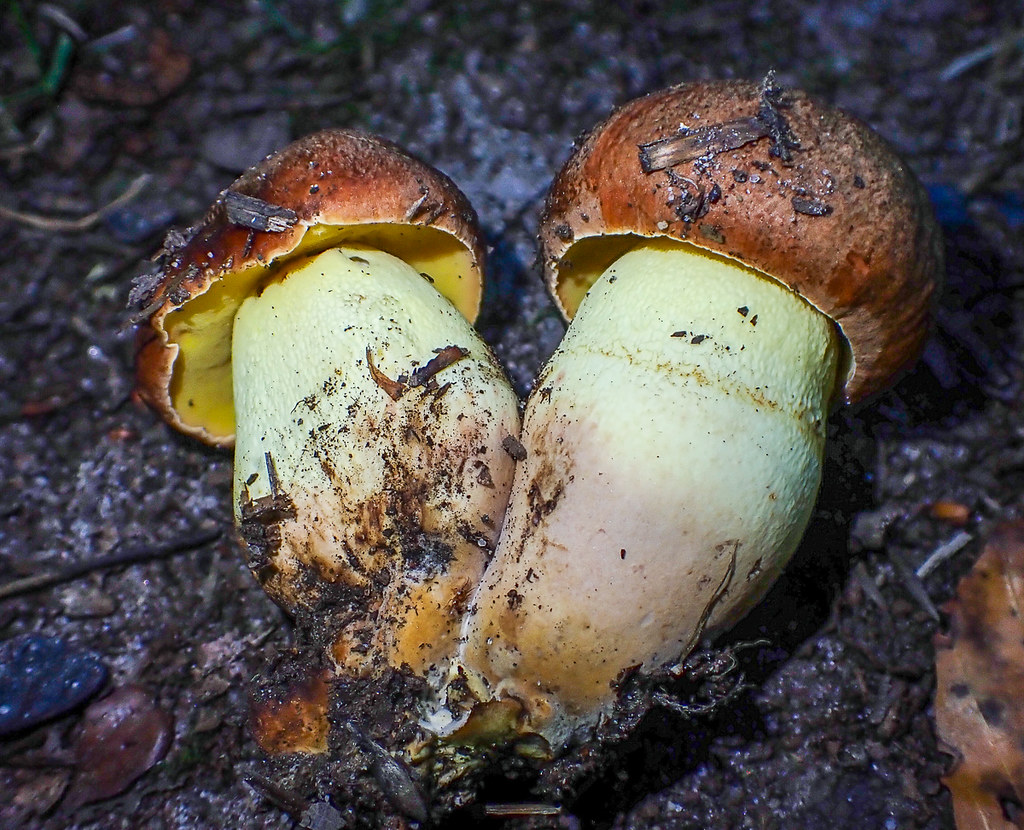
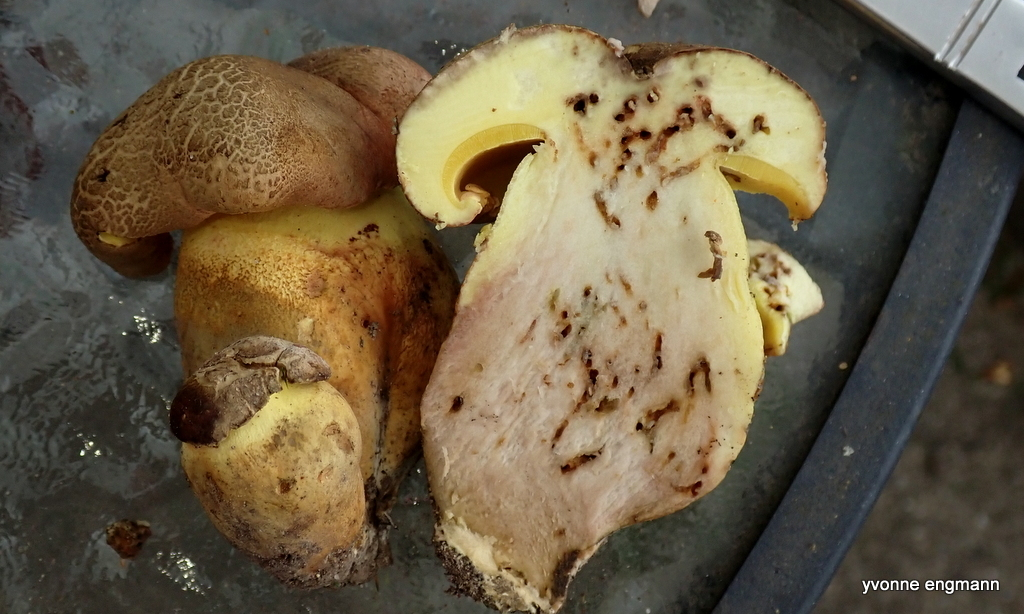

## Habitat et distribution

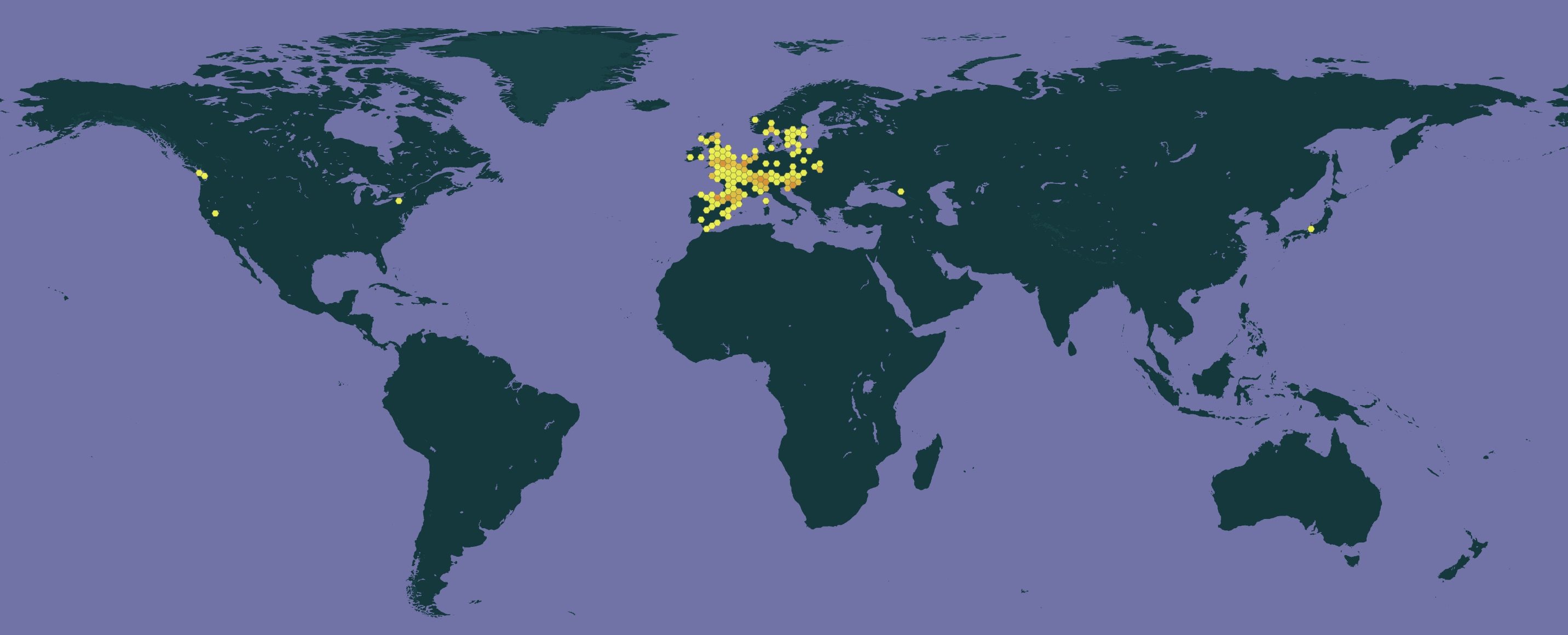
Répartition de B. appendiculatus.

Il s'agit un champignon ectomycorhizien, poussant en Europe, non rare dans certaines régions dans les bois chauds de feuillus ou mixtes sur sol calcaire, surtout sous les chênes et hêtres, également sous le charme et le noisetier, moins sous les bouleaux, dans les clairières, les lisières. Il fructifie de la fin du printemps à l'automne, typiquement de juillet à octobre.  Il peut être trouvé dans les bois thermophiles des forêts tempérées mais, en Europe, sa distribution est plus concentrée dans les zones méditerranéennes, avec une prédilection particulière pour les chênaies dans les environnements thermophiles secs, lorsque la plupart des autres espèces sont absentes. En Europe de l'est, on l'a déjà retrouvé sous conifères purs. Il n'est pas non plus rare de l'observer pousser de façon cespiteuse. Étant le plus commun des Butyriboletus, sa présence est tout de même un bon indicateur de la présence possible d'espèces plus rares de ce genre à son lieu de pousse.
C'est une espèce largement répartie et présente dans toute l'Europe, sauf en Scandinavie, où il n'apparait que des les parties les plus méridionales. On l'a également retrouvé en Azerbaijan, en Iran et en Géorgie. 

## Comestibilité
Le Bolet appendiculé est comestible cuit. Sa chair a une excellente texture, toujours ferme, légèrement parfumée, avec une saveur sucrée-fongique-fruitée et une odeur et un goût caractéristiques de noisette ou de noix, sur fond de saveur de Cèpe. Sa chair a cependant tendance à rapidement être infestée par des larves. Espèce relativement commune, occasionnellement à traditionnellement récoltée en France, c'est un comestible réputé ,,,.

## Confusions possibles
Le Bolet appendiculé peut se confondre avec les espèces suivantes :

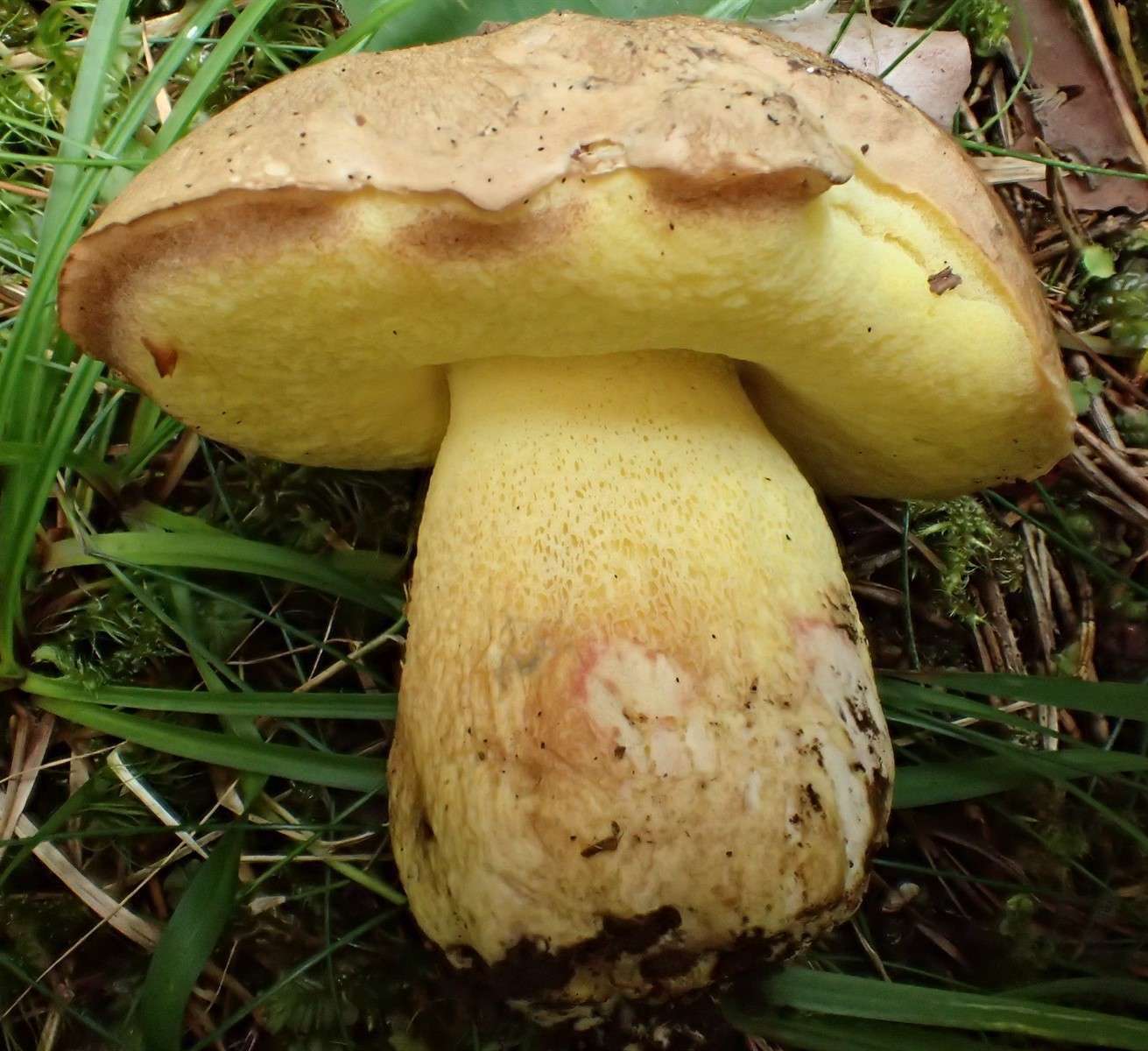
Le Bolet des sapins (Butyriboletus subappendiculatus) ressemble beaucoup au Bolet appendiculé, mais il pousse sous conifères en montagne.

- Le Bolet des sapins (Butyriboletus subappendiculatus) ressemble beaucoup au Bolet appendiculé, mais il pousse sous conifères en montagne. Le Bolet des sapins (Butyriboletus subappendiculatus), qui est comestible au même titre, mais dont la popularité en tant que telle est moindre car il est morphologiquement presque identique au Bolet appendiculé, beaucoup moins connu et plus difficile à identifier. Son chapeau est typiquement un peu moins foncé, brun clair, feutré de blanchâtre, et ses pores sont moins bleuissants, souvent non-bleuissants, mais ce sont des caractères restants plus au moins ambigus. Les différences principales sont que, contrairement au Bolet appendiculé, il vient sous conifères et non pas sous feuillus. C'est également une espèce montagnarde, alors que B. appendiculatus vient plutôt dans les forêts de plaines. De plus, B. subappendiculatus est une espèce acidophile, alors que B. appendiculatus préfère les sols calcaires. Enfin, sa cuticule devient rouge vif au KOH, alors que celle du Bolet appendiculé devient brun-rouge. Comestible.
- Le Bolet faux royal (Butyriboletus fuscoroseus), à comparer avec le Bolet appendiculé lorsque ce dernier présente parfois des teintes rougeâtres sur son chapeau. Chapeau rose-rouge pâle, chair bleuissante à la coupe au niveau du chapeau, présente un cerne rose autour du stipe ou à sa base. Comestible.
- Le Bolet pâle (Butyriboletus fechtneri), chapeau grisâtre pâle, cerne rose autour du stipe et bleuissement de la chair au-dessus des tubes à la coupe. Rare, sans interêt alimentaire.
- Le Bolet dépoli (Hemileccinum impolitum), a des teintes très similaires, cependant, il n'a pas de réseau mais des squamules concolores sur son pied, il ne bleuit nulle part et il sent l'iode à la base de son pied. Comestible.
- Le Bolet odorant (Lanmaoa fragrans), rappelle B. appendiculatus de par ses teintes, mais il ne possède pas de réseau, son pied est lisse, et sa chair bleuit nettement à la coupe. Comestible.
- Le Bolet radicant (Caloboletus radicans), saveur amère, chapeau blanc à blanchâtre brunâtre, teintes du stipe blanchâtres plus pâles, réseau beaucoup moins saillant, visible, ou étendu, parfois quasiment absent, chair entièrement bleuissante à la coupe. Amer, non comestible, potentiellement émétique.
- Le Bolet à beau pied (Caloboletus calopus), saveur amère, stipe jaune et rouge, chair entièrement bleuissante à la coupe. Amer, non comestible, potentiellement émétique.
- Les Cèpes (Boletus sensu stricto), comestibles. Chair blanchâtre et non pas jaunâtre, pores et tubes ne bleuissant pas. Comestibles réputés.